# Mesochorus maleficus
Mesochorus maleficus är en stekelart som beskrevs av Dasch 1971. Mesochorus maleficus ingår i släktet Mesochorus och familjen brokparasitsteklar. Inga underarter finns listade i Catalogue of Life.